# Роман (Танг)
Роман Танґ (3 жовтня 1893, Аренсбург, Естонія — 18 липня 1963, Вільнюс, Литва) — естонський православний діяч. Священник Естонської Апостольської Православної Церкви. Після окупації Естонії з боку СССР — єпископ Таллінський Російської православної церкви, останній титул - "архієпископ Віленський і Литовський РПЦ".

## Життєпис
Народився 3 жовтня 1893 в Аренсбурзі (нині Курессааре, Естонія). 
У 1909 закінчив Аренсбурзьке міське училище. 
Діяльність розпочав у судовому відомстві, а з початком Першої світової війни вступає до військового училища і бере участь в бойових діях російської імператорської армії. 
У 1916 закінчив Московські загальноосвітні курси, де при випробувальній комісії витримав іспит на атестат зрілості. 
Після революції 1917 Танґ повертається в Естонію і служить в різних відомствах канцелярським працівником. 
У 1920-ті був читцем і півчим. Вивчав церковні дисципліни, необхідні для пастирського служіння. 
7 березня 1931 рукоположений митрополитом Александером Паулусом на диякона, а 8 березня — на священника до Богоявленського храму міста Йихві. 
З 1 березня 1933 — священник церкви Пюхтицького жіночого монастиря. 
З 9 червня 1940  знову призначений священником Йихвінського Богоявленського храму на допомогу хворому настоятелю і благочинному округу протоієрею Александру Мянніку. 

## Після окупації Естонії
З 6 травня 1949 — настоятель того ж храму і благочинний округу. 
Будучи неодруженим, 7 квітня 1950 у Псково-Печерському монастирі пострижений у чернецтво ігуменом Пименом Ізвєковим.  
14 квітня 1950 зведений у сан архімандрита. 
16 квітня 1950 хіротонізований в Нікольському кафедральному соборі Санкт-Петербурга на єпископа Талліннського, вікарія Санкт-Петербурзької єпархії.  
Хіротонію здійснили патріарх Алексій I, митрополит Санкт-Петербурзький Григорій Чуков і єпископ Лузький Симеон Бичков. 
У липні 1952, після смерті єпископа Симеона, митрополит Григорій попросив дозволу тимчасово, до призначення нової особи, покласти обов'язки вікарія Санкт-Петербурзької єпархії на єпископа Романа Танґа. 
Голова Комісії з організації похорону митрополита Григорія, яка працювала з 5  по 12 листопада 1955. Тимчасово керував  Санкт-Петербурзькою єпархією до 28 листопада 1955. 
20 грудня 1955 призначений єпископом Лузьким, вікарієм Санкт-Петербурзької єпархії на допомогу новопризначеному митрополиту Санкт-Петербурзькому і Новгородському Елевферію Воронцову, що тяжко хворів. 
З 23 липня 1956 — єпископ Іванівський і Кінешемський. Брав у єпархію духовенство, вигнане з колишніх місць служіння — протоієрея Ростислава Лозинського з Тарту, Андрія Сергієнка — з Санкт-Петербурга, Іоана Боднарчука з Галичини. 
З 9 грудня 1958 — єпископ Курський і Білгородський. 
З 21 травня 1959 — архієпископ Віленський і Литовський, священноархімандрит Віленського Свято-Духового монастиря.  
У 1960 дав притулок в монастирі сестрам закритого Віленського жіночого Маріє-Магдалінинського монастиря. 
У червні 1963  потрапив до лікарні у зв'язку із загостренням діабету.  
15 липня зранку у Романа Танґа стався крововилив у мозок. 
Помер 18 липня 1963 у Вільнюсі. Похований в архієрейській усипальниці Свято-Духівського монастиря у Вільнюсі. 